# Promiskuität
Promiskuität (von lateinisch promiscuus ‚gemeinsam‘, zu miscere „mischen“), seltener Promiskuitivität, ist die Praxis sexueller Kontakte mit relativ häufig wechselnden verschiedenen Partnern oder parallel mit mehreren Partnern. Das Adjektiv promiskuitiv oder promisk wird auch verwendet für „sexuell freizügig“.
Promiskes Verhalten wird im westlichen Kulturkreis als eine Ausprägung der sexuellen Selbstbestimmung, die dem autonomen Sozialverhalten der beteiligten Personen zugerechnet wird, grundsätzlich toleriert. In die Rechtsordnungen der meisten westlichen Demokratien hat sie vor allem durch die Entkriminalisierung der Sexualität Eingang gefunden. Begründet wird dies nicht zuletzt unter Verweis auf die Verfassungsgüter des allgemeinen Persönlichkeitsrechts sowie der allgemeinen Handlungsfreiheit, die vor allem staatliche Eingriffe in die Intimsphäre engen Grenzen unterwerfen.
Bei promiskem Verhalten kann sich das Risiko einer Infektion mit sexuell übertragbaren Krankheiten wie HIV, Hepatitis oder humanen Papillomviren erhöhen, wenn kein „Safer Sex“ praktiziert wird.
Im Tierreich versteht man unter Promiskuität, dass sich Weibchen und Männchen in einer Saison mit mehr als einem Geschlechtspartner paaren.

## Geschichte

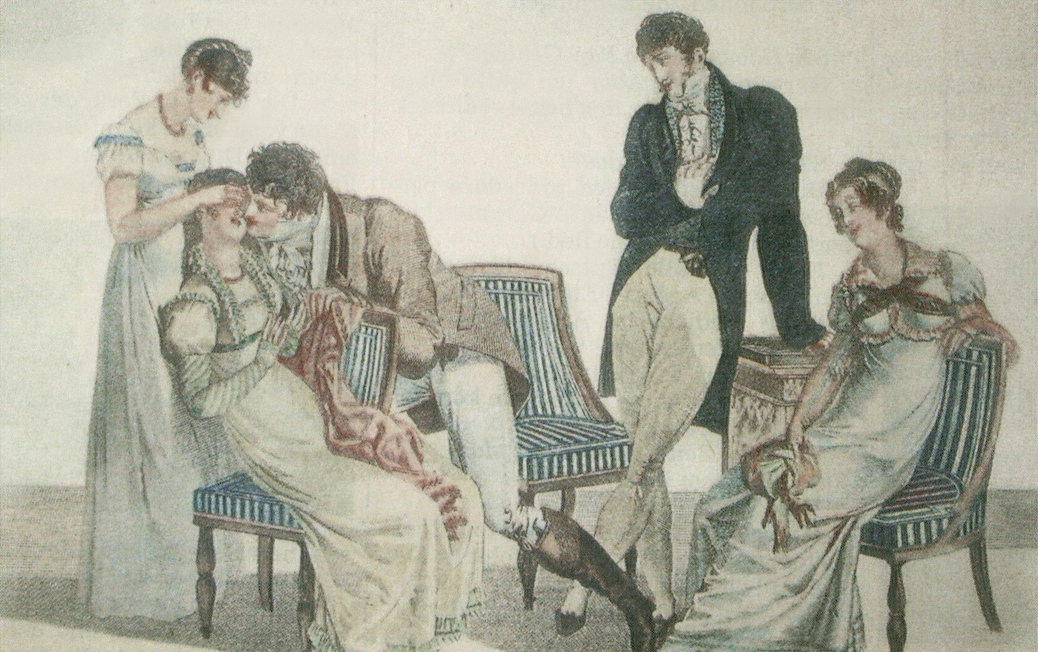
Küsse(r)raten in der „Franzosenzeit“ (Anfang 19. Jh.)

Promiskes Verhalten ist in traditionellen Gesellschaften meist unerwünscht. Mit dem Schwinden religiöser Bindungen nehmen gewöhnlich auch Promiskuität und ihre Akzeptanz zu.
Zur Zeit des Nationalsozialismus wurde promiskes Verhalten ebenso verfolgt (siehe Jugendkonzentrationslager, sexuell verwahrlost) wie in der Bundesrepublik Deutschland oder in der DDR, insbesondere Frauen gegenüber wurde dabei die Abkürzung HWG für häufig wechselnder Geschlechtsverkehr verwandt. In beiden Staaten kam es bis in die 1970er Jahre vor, dass insbesondere junge Frauen wegen Abweichungen von sexuellen Normen zur Heimerziehung eingewiesen wurden.
In modernen westlichen Gesellschaften wird promiskes Verhalten aufgrund des Prinzips der sexuellen Selbstbestimmung nicht staatlich sanktioniert, eine Ausnahme bildet der Jugendschutz. In Deutschland sah die Bundesprüfstelle für jugendgefährdende Medien (BPJM) die öffentliche „Verherrlichung“ von Promiskuität lange Zeit als jugendgefährdend an; entsprechende Medien wurden daher indiziert. In neuerer Zeit jedoch nimmt die BPJM eine andere Position ein. Die Medienaufsicht Kommission für Jugendmedienschutz (KJM) hingegen sieht die „Verharmlosung oder Idealisierung“ von Promiskuität (Stand 2022) weiterhin als jugendgefährdend und damit als Löschkriterium für öffentlich zugängliche Internetpornografie. Konkret heißt es: „Von einer Verharmlosung oder Idealisierung ist vor allem dann auszugehen, wenn diese Inhalte in einseitig positiven Kontexten gezeigt oder propagiert werden.“

## Sonstiges
Der Romanist Victor Klemperer verwendet den Begriff Promiskuität wiederholt in seinen Tagebüchern Ich will Zeugnis ablegen bis zum letzten in der Bedeutung „Vermischung“ oder „Durcheinander“, um den Verlust der Intimsphäre zu umschreiben, der während der Kriegsjahre die Bewohner der Judenhäuser zusätzlich belastete, zum Beispiel: „So herrscht eine große Promiskuität, die hoffentlich reibungslos bleibt, aber natürlich auch reibungslos auf die Nerven fällt.“
Die US-amerikanischen Buchautorinnen Dorothy Easton und Janet W. Hardy, die der LGBTQ-Bewegung zuzuordnen sind, plädieren dafür, mehrfache sexuelle Beziehungen im Kontext von Ehrlichkeit und der Praxis von Safer Sex zu akzeptieren. Dabei wird das dualistische Konzept, entweder kurzfristige sexuelle Beziehungen oder Liebesbeziehungen haben zu können, zugunsten von Polyamorie aufgegeben, wobei Polyamorie im engeren Sinne allerdings langfristige mehrfache Beziehungen betont, ohne dass dabei der Schwerpunkt auf der Sexualität liegt.